# Zemplínske Kopčany
Zemplínske Kopčany, ungarisch Hegyi (bis 1979 slowakisch „Kopčany“) ist eine Gemeinde im Osten der Slowakei mit 515 Einwohnern (Stand 31. Dezember 2024), die zum Okres Michalovce, einem Teil des Košický kraj, gehört und in der traditionellen Landschaft Zemplín liegt.

## Geographie
Die Gemeinde befindet sich in der Ostslowakischen Ebene im Ostslowakischen Tiefland, auf einem alten Aggradationsdeich des Laborec. Das Ortszentrum liegt auf einer Höhe von 105 m n.m. und ist 17 Kilometer von Veľké Kapušany sowie 22 Kilometer von Michalovce entfernt.
Nachbargemeinden sind Slavkovce im Norden, Drahňov im Osten, Malé Raškovce im Süden sowie Malčice und Markovce im Westen.

## Geschichte
Zemplínske Kopčany wurde zum ersten Mal 1332 als Higi schriftlich erwähnt, allerdings soll es bereits 1220 eine Siedlung gegeben haben. Weitere historische Bezeichnungen sind unter anderen Hegi (1351), Kopcsany (1773) und Kopčany (1808). Bis Mitte des 15. Jahrhunderts war das Dorf Besitz der Familie Buttkay, 1451 gehörte ein Teil der Familie Palóczi. Im Laufe der Jahrhunderte haben die häufig Gutsherren gewechselt. Im 18. Jahrhundert gehörte die Ortsgüter der Familie Rozgonyi, im 19. Jahrhundert unter anderem den Familien Kossuth und Szentiványi.
1715 gab es 19 verlassene und vier bewohnte Haushalte. 1787 hatte die Ortschaft 52 Häuser und 400 Einwohner, 1828 zählte man 81 Häuser und 599 Einwohner, die als Landwirte und Obstbauern tätig waren. Von 1890 bis 1900 wanderten viele Einwohner aus.
Bis 1918/1919 gehörte der im Komitat Semplin liegende Ort zum Königreich Ungarn und kam danach zur Tschechoslowakei beziehungsweise heute Slowakei. 1919 gab es im Ort ein Direktorium der kurzlebigen Slowakischen Räterepublik. In der Zeit der ersten tschechoslowakischen Republik waren die Einwohner als Landwirte beschäftigt. Auf Grund des Ersten Wiener Schiedsspruchs war der Ort von 1938 bis 1944 noch einmal Teil Ungarns. Nach dem Zweiten Weltkrieg wurde die örtliche Einheitliche landwirtschaftliche Genossenschaft (Abk. JRD) im Jahr 1957 gegründet, ein Teil der Einwohner pendelte zur Arbeit nach Vojany und Michalovce.

## Bevölkerung
| Jahr                | 1994 | 2004    | 2014     | 2024     |
| ------------------- | ---- | ------- | -------- | -------- |
| Anzahl der Personen | 218  | 232     | 441      | 515      |
| Unterschied         |      | +6,42 % | +90,08 % | +16,78 % |

| Jahr                | 2023 | 2024    |
| ------------------- | ---- | ------- |
| Anzahl der Personen | 518  | 515     |
| Unterschied         |      | −0,57 % |

Nach der Volkszählung 2011 wohnten in Zemplínske Kopčany 379 Einwohner, davon 274 Slowaken, 85 Magyaren, 16 Roma sowie jeweils ein Pole und Tscheche. Zwei Einwohner machten keine Angabe zur Ethnie.
290 Einwohner bekannten sich zur römisch-katholischen Kirche, 54 Einwohner zur griechisch-katholischen Kirche und 21 Einwohner zur reformierten Kirche. Zwei Einwohner waren konfessionslos und bei 12 Einwohnern wurde die Konfession nicht ermittelt.

## Bauwerke und Denkmäler
- reformierte (calvinistische) Kirche aus dem späten 18. Jahrhundert, der ursprünglich klassizistische Bau wurde 1900 um den Turm erweitert und im pseudohistorischen romanischen Stil neu gestaltet[6]
- römisch-katholische Kirche Mariä Himmelfahrt im klassizistischen Stil aus dem Jahr 1817[7]

## Verkehr
Durch Zemplínske Kopčany führt die Cesta III. triedy 3739 („Straße 3. Ordnung“) von Veľké Raškovce heraus und weiter nach Močarany, einem Stadtteil von Michalovce. Der nächste Bahnschluss ist in Budkovce an der Bahnstrecke Veľké Kapušany–Bánovce nad Ondavou.